# Jesus Piece
Jesus Piece ist das fünfte Studioalbum des US-amerikanischen Rappers The Game. Es erschien am 11. Dezember 2012 über die Labels DGC Records und Interscope Records.

## Titelliste
1. Scared Now (feat. Meek Mill) – 4:59
2. Ali Bomaye (feat. 2 Chainz und Rick Ross) – 6:12
3. Jesus Piece (feat. Kanye West und Common) – 3:53
4. Pray (feat. J. Cole und JMSN) – 4:58
5. Church (feat. King Chip und Trey Songz) – 6:07
6. All That (Lady) (feat. Lil Wayne, Big Sean, Fabolous und Jeremih) – 3:34
7. Heaven's Arms – 4:05
8. Name Me King (feat. Pusha T) – 4:01
9. See No Evil (feat. Kendrick Lamar und Tank) – 4:44
10. Can't Get Right (feat. K. Roosevelt) – 4:57
11. Hallelujah (feat. Jamie Foxx) – 4:33
12. Freedom (feat. Elijah Blake) – 5:46
13. Celebration (feat. Chris Brown, Tyga, Wiz Khalifa und Lil Wayne) – 4:48
14. I Remember (feat. Young Jeezy und Future) (Bonus-Titel der Deluxe Edition) – 4:41
15. Blood Diamonds (Bonus-Titel der Deluxe Edition) – 4:16

## Rezeption

### Charts
Jesus Piece erreichte Platz 6 der US-amerikanischen Billboard 200. Insgesamt konnte sich die Veröffentlichung 15 Wochen in den Album-Charts der Vereinigten Staaten halten. In Kanada belegte das Album Rang 16 der Charts. Mit Platz 76 stieg Jesus Piece auch in die Hitparade des Vereinigten Königreichs ein.

### Kritik
Die E-Zine Laut.de bewertete Jesus Piece mit drei von möglichen fünf Punkten. Aus Sicht der Redakteurin Dani Fromm gehöre zu den „beeindruckendsten Fähigkeiten“ The Games „sich dem Stil und Flow seiner Featuregäste anzupassen.“ Im Falle von Jesus Piece habe er für zwölf Lieder 20 Gastrapper und -sänger eingeladen, sodass „von The Game selbst kaum etwas hängen“ bleibe. Heaven's Arms ist der einzige Beitrag, den er „lediglich flankiert von etwas weiblichem Backgroundgesang und druckvollen Bässen aus der Schmiede von Cool & Dre“ alleine bestreite. Inhaltlich gebe dieser jedoch nicht viel her, wobei es sich „wie bei seinem endlosen Namedropping, um ein altbekanntes The Game-Problem“ handele. Dennoch zeige Jesus Piece „über weite Strecken einen soliden Rapper, der zwar wenig eigenes Profil entwickel[e], aber durchaus unterschiedliche Stimmungen“ kreiere und transportiere. Von den Gastmusikern werden die Rapper Common, Meek Mill und Kendrick Lamar sowie der Sänger Elijah Blake gelobt. Dagegen findet Dani Fromm Kritik für die Beiträge von Kanye West und Chris Brown.